# Paracolletes cygni
Paracolletes cygni là một loài Hymenoptera trong họ Colletidae. Loài này được Cockerell mô tả khoa học năm 1904.